# Austrandesia
Austrandesia là một chi bướm đêm thuộc họ Noctuidae.